# 部隊の前衛、前哨及び分遣に関する初等論文
『部隊の前衛、前哨及び分遣隊に関する初等論文』(An Elementary Treatise on Advanced-Guard, Outpost and Detachment of Troops)とは1862年にアメリカの軍人デニス・ハート・マハン（en）により発表された軍事学の研究である。米陸軍において初期に採用された教範でもあり『前哨(Outpost)』という略称でしばしば呼ばれている。

## 概要
1802年に生まれたデニス・ハート・マハンは1824年にウェストポイントの陸軍士官学校を卒業し、1830年にまた士官学校へ軍事学教授として戻り、軍事理論の研究と教育に携わっている。このマハンは『海上権力史論』の著者であるアルフレッド・セイヤー・マハンの父であり、また『軍事技術と科学の要素』の著者である軍事学者ヘンリー・ハレックを指導した。マハンのこの著作はヨーロッパとアメリカで広く普及した科学的方法を軍事問題に応用することを試みた著作であり、1841年から南北戦争までの間にわたって陸軍士官学校の教科書として読まれた。
本書の構成は以下の通り：
- 序章 - 古代ギリシアから現代に至るまでの戦争術の歴史
- 第1章 戦術 - 戦術の定義、基本的な戦術概念
- 第2章 計画と部隊の操作の態度 - 戦闘指揮の要領や部隊の特性
- 第3章 前衛と前哨 - 陣地構築や警戒の際の考慮事項
- 第4章 偵察 - 敵情を把握する上で必要な行動
- 第5章 分遣 - 分遣の機能や要領
- 第6章 護送 - 敵の勢力下において輸送を行う要領
- 第7章 奇襲と伏撃 - 効果的な奇襲を行う方法

本書は戦術学の基本的問題について包括的に考察したものであり、教範類として南北戦争の時代のアメリカ陸軍の将校たちに広く読まれた。この著作でマハンは戦史研究から教訓を抽出し、それに基づいて軍事科学の知識を確立する近代的な軍事思想を展開している。そして不変的な原理に基づいて軍事問題の理論を構築することで戦略と戦術の能力を獲得させるのである。こうして得られた軍事科学とは科学的要素が存在する以前の軍事技術とは区別されると考えた。

## 文献
- Dennis Hart Mahan, An elementary treatise on advanced-guard, out-post, and detachment service of troops,　Thomson Gale, March 2, 2007.